# WFME
WFME est une station de radio américaine diffusant ses programmes en ondes moyennes (1560 kHz) sur New York. Cette station diffuse des programmes Disney de 1998 à 2015.

## Historique

### John Hogan/Interstate Broadcasting (1929-1944)

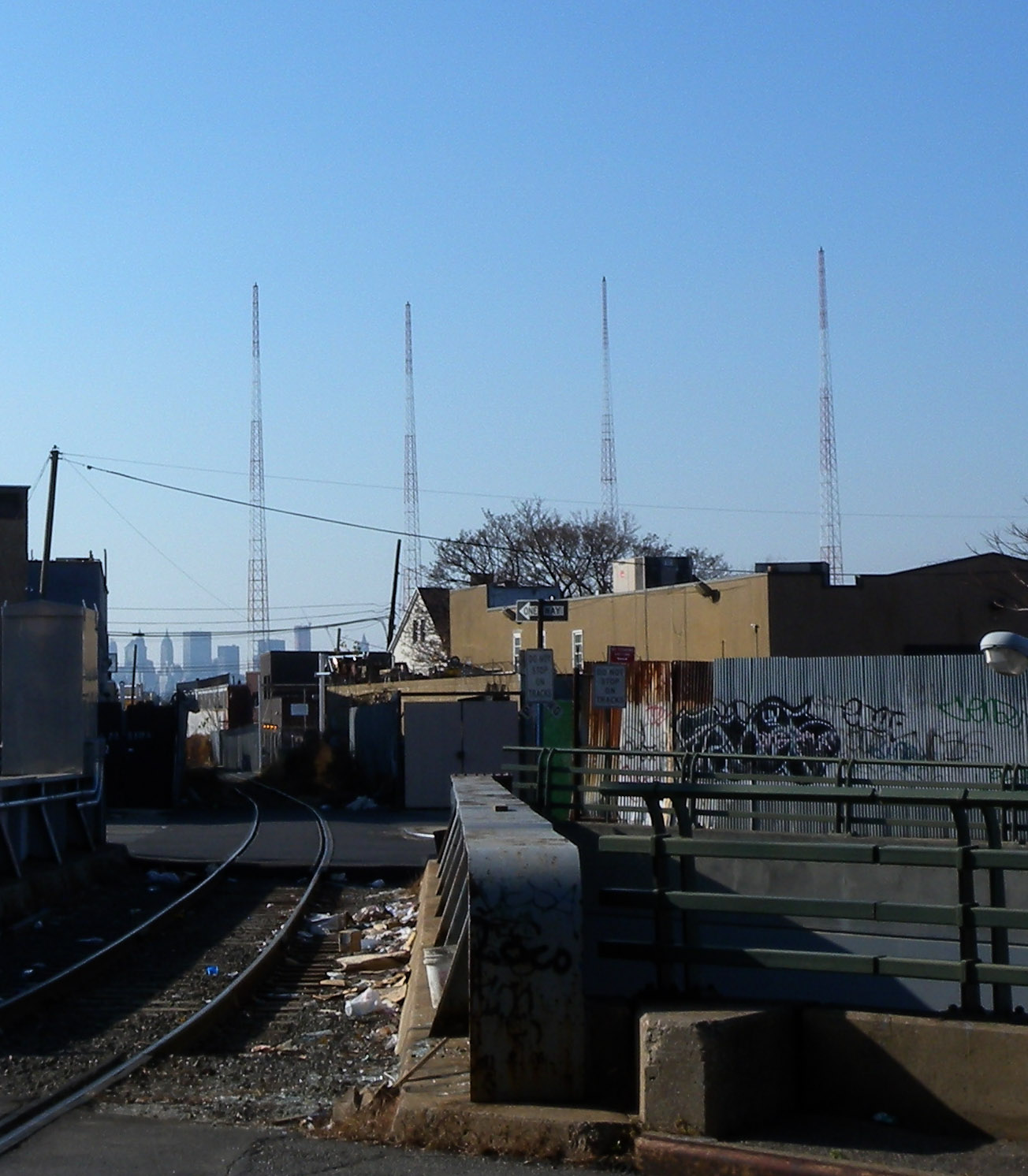
Antennes de transmission

Cette radio commence à émettre sous l'appellation de W2XR, qui est aussi le nom d'une télévision expérimentale lancée en 1929 et propriété de John Vincent Lawless Hogan. Hogan est un ingénieur de radio. Pour éviter les interférences, la fréquence accordée en 1934 par la Commission Fédérale [Federal Radio Commission ou FRC], pour cette radio AM, est positionnée nettement au dessus de la fréquence normale, qui est alors à 1500 kHz. Hogan est aussi un grand amateur de musique, et il utilise sa propre collection de disques pour alimenter ses stations de radio. W2XR commence à transmettre des enregistrements de musique classique en 1550 kHz. Ses émissions de télévision n'aboutissent à rien, mais la retransmission de musique classique en radio FM suscite l'intérêt d'auditeurs. En 1936, Hogan et Elliott Sanger constituent la Compagnie de Radiodiffusion Interestatal [Interstate Broadcasting Company], avec l'intention de convertir W2XR en une station commerciale.
La radio utilise une antenne montée sur un poteau de bois, se trouvant dans un garage de Long Island, près du pont de Queensboro, et ses 250 watts fournissent une énergie suffisante pour atteindre le centre de Manhattan et une partie du Queens. Le 3 décembre 1936, la radio  change son indicatif en WQXR. Le Traité nord-américain de Radiodiffusion de 1941 étend formellement la bande AM à 1600 kHz. WQXR est initialement programmé pour passer à 1.600 kHz mais réussit à persuader la FCC de rester à 1.560 kHz.

### Les années du New York Times (1944-2007)
Le New York Post s’intéresse au rachat de la station de radio dès 1940.  Elliott Sanger indique publiquement qu'il préfère la vendre au journal The New York Times, ce qui se concrétise en 1944. Le quotidien accepte de payer un peu plus de 1 million de dollars pour la Interstate Broadcasting Company. Le projet est présenté devant la FCC le 1er mars 1944, en comprenant un état financier qui montre que la station a réalisé un gain de 22.000 $ l'année précédente, sur des revenus de 411.000 $ ; après approbation par la FCC, la vente est conclue le 25 juillet 1944. The New York Times continue d'opérer sous le nom de Interstate Broadcasting pendant plusieurs années puis utilise le nom de The New York Times Company Radio. La station diffuse de la musique classique et, à partir de 1946, un journal d'informations.
WQXR est la première radio AM à New York à se lancer dans la radiodiffusion en stéréo, à partir de 1952. Pendant quelques concerts en direct, deux microphones sont utilisés. Le microphone de la droite correspond à la transmission AM, et l'autre à la gauche à la FM. Un  auditeur peut ainsi placer deux radios, à deux mètres de distance, l'une sur 1560 kHz et l'autre à 96,3, et écouter en stéréo.
En 1964, la station provoque une controverse lorsque son programme de 23 heures, "Nightcap", est sponsorisé par Schenley, une marque de Liqueurs, enfreignant une règle que s'impose volontairement la National Association of Broadcasters.
En 1971, le journal tente de mettre en vente la station WQXR. Il reçoit plusieurs offres pour la station FM, mais aucune pour la radio AM sur 1560 . 
En 1992, la station renonce à la transmission simultanée en AM et FM. La programmation de la station AM évolue vers les standards populaires et la musique pop, et WQXR change son indicatif en WQEW, pour marquer cette évolution. Malgré un certain succès, les revenus publicitaires ne sont pas à la hauteur de ce qui est souhaité, et le 28 décembre 1998, un nouveau virage est pris avec la retransmission de la programmation de Radio Disney dans le cadre d'un accord de commercialisation locale de 8 ans, assorti d'une option d'achat à échéance, avec The Walt Disney Company,.

### L'époque de Disney/ABC (2007-2015)
À la fin de l'accord avec le New York Times, fin 2006, Disney a la possibilité d'acheter la station ou de renégocier un accord commercial. Disney choisit l'option d'achat qui commence à rentrer en application à partir de janvier 2007. Disney/ABC devient officiellement  le propriétaire de la station le 24 mai 2007,.
En août 2014, Disney met en vente 23 stations Radio Disney, dont WQE, avec l'objectif de se centrer sur les plates-formes digitales,. WQEW continue à émettre et à porter la programmation de Radio Disney (de même que les autres stations en vente) jusqu'à la concrétisation de la vente.

### Family Radio (de 2015 à aujourd'hui)
En novembre 2014, Disney vend WQEW à Family Radio, qui en plus opère WFME-FM et WNYJ-TV à New York. La vente est annoncée par le Daily News le 14 octobre, bien que Disney dise ne pas avoir conclu l'opération. Family Radio acquiert la station pour 12.95 millions de $. La FCC approuve la vente le 10 février 2015. La station émet en février 2015, et le nouvel indicatif devient WFME.